# クレスタII型巡洋艦
クレスタII型ミサイル巡洋艦（英語: Kresta-II class guided missile cruiser）は、ソ連海軍・ロシア海軍が運用していた大型対潜艦（BPK）の艦級に対して付与されたNATOコードネーム。ソ連海軍での正式名は1134A型大型対潜艦（ロシア語: Большие противолодочные корабли проекта 1134-А）、計画名は「ベルクート-A」（露: «Беркут-А»、イヌワシの意）であった。
並行して建造されていた61型大型対潜艦（カシン型）より大型で、先行する1134型には間に合わなかった対潜兵器を搭載しており、ソ連初の本格的な対潜艦となった。ただしそれでも対潜艦としての能力は十分とはいえず、通常は1134A型1隻と61型1－2隻で対潜掃討群を編成し、作戦任務に就いていた。

## 来歴
北大西洋条約機構（NATO）諸国軍の潜水艦発射弾道ミサイル搭載原子力潜水艦（SSBN）配備進展を受け、1960年代初頭、ソ連海軍は従来の対水上・対地火力投射というドクトリンを廃し、かわって対潜戦を重視することを決定した。これを受けて水上戦闘艦の整備方針も大きく転換され、まず、対潜戦重視の水上戦闘艦の第1陣として、1等艦として1134型 (クレスタ-I型)、2等艦として61型（カシン型）の建造が開始された。しかしこのうち、1134型については、主兵装となる対潜ミサイルや主センサーとなるソナーなど、当初予定されていた各種の新装備が間に合わなかったことから、これらについては、ドクトリン転換以前のミサイル巡洋艦である58型（キンダ型）のものが踏襲されるという、漸進的なものとなっていた。
このことから1964年8月、ソビエト連邦政府は改訂計画を下令、1965年1月、海軍艦政局と国家造船委員会は、第53中央設計局（TsKB-53）に、1134型の改良型である1134A型「ベルクートA」対潜艦の設計を要請した。なお、1966年5月19日、新艦種として大型対潜艦（BPK）が創設され、61型・1134型・1134A型はそろってこちらに種別変更されている。

## 設計
本型の設計は、おおむね1134型のそれが踏襲されており、船型も長船首楼型が踏襲された。ただし大型のバウ・ソナーが採用されたことから、ソナー・ドームを保護するために艦首は鋭く張り出すようになり、また錨も艦首端に移された。なお上部構造物後端にはハンガーが設けられているが、艦の重心を降下させるため、エレベーターで1甲板分下げる措置がとられている。
機関配置は2区画のシフト配置とされており、前部機械室が右舷軸を、後部機械室が左舷軸を駆動する。主機関は1134型のそれの改良型となっており、スーパーチャージャー付きのボイラーは高圧化されたKVN-98/64-2型（圧力66 kgf/cm2 (940 lbf/in2)、温度470℃、蒸気発生量98トン/時）、蒸気タービンも改良型のTV-12-1型とされたが、単機出力45,000馬力 (34 MW)とやや低下している。なお主機関の評価はおおむね良好であったが、補機類の寿命が短く、自動化レベルの低さが問題とされていた。

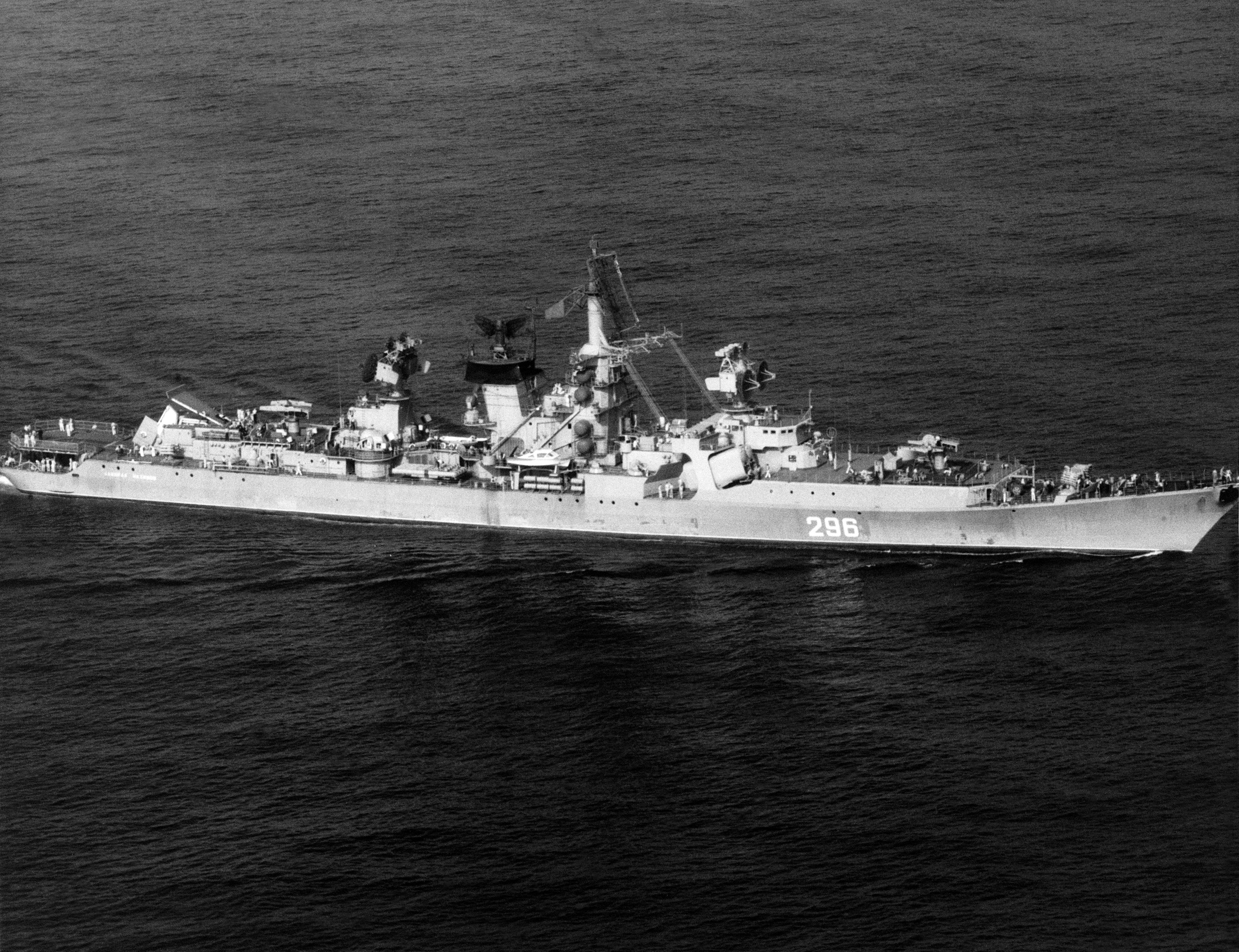
外観。
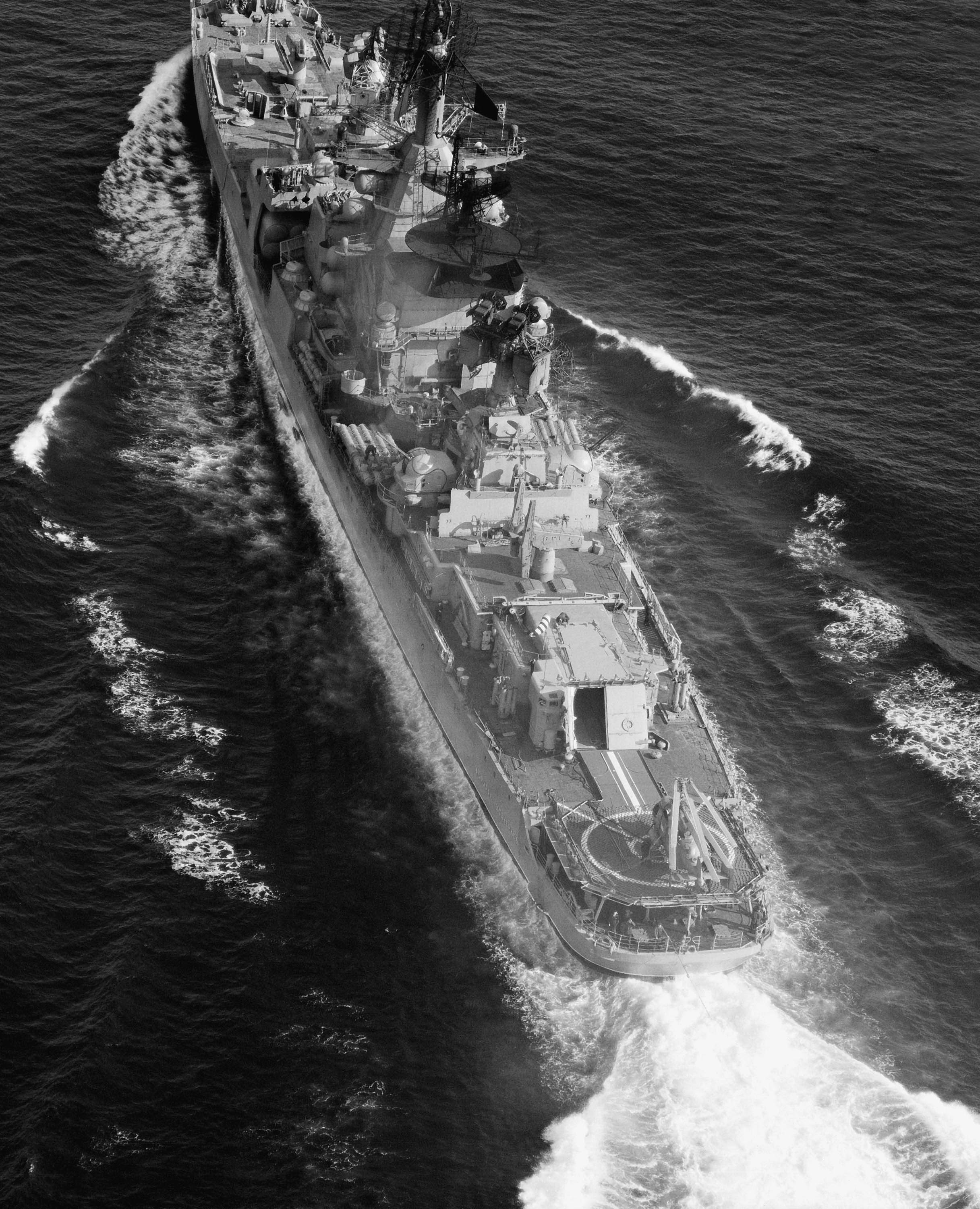
本級を後部から見た画像。

## 装備
戦術・技術規則では、本型の主任務は「仮想敵の原潜の捜索・撃沈、戦術部隊の掩護、回航中の艦船の対艦・対潜・対空護衛」とされていた。

### センサー
長距離捜索用3次元レーダーとして搭載された新型のMR-600「ヴォスホード」は、NATO名で「トップ・セイル」と称されており、Lバンドを使用して、高高度目標であれば600kmの探知距離を発揮できた。また副レーダーとしてMR-310「アンガラーA」（NATO名「ヘッド・ネットC」）も搭載されたが、こちらは15目標を同時に追尾でき、高高度目標に対して200km、水上目標に対して40kmの探知距離を発揮できた。
ソナーとしては、1134型には間に合わなかったMG-332「チタン-2」（NATO名「ブル・ノーズ」）が搭載された。これは、1134型のMG-312M「チタン」よりも強力で長距離探知が可能となっており、またソリッド・ステート化によって信頼性も向上していた。しかし一方で、後述の85R対潜ミサイルの採用によって対潜火力の側も長射程化しており、その最大射程44kmに対して、チタン-2の最大探知距離は約20km、洋上公試時の平均発見距離は8.5kmと、大幅に不足していた。このため、1970年代後半には改良型のチタン-2T型が配備されたが、それでも最大探知距離は約32kmであり、対潜ミサイルが最大射程90kmの85RUに更新されたこともあって、探知距離に対する射程の不足は依然として問題であった。ただし本型では艦載ヘリコプターとしてKa-25 1機が搭載されていたことから、そのソナーによってこれを補うことができた。

### 武器システム
大型対潜艦としての本型の主兵装となるのがURPK-3「メテル」対潜ミサイルシステム（NATO名: SS-N-14「サイレクス」）である。これはラドガ設計局によって1960年代より開発されていたもので、上記の通り、当初は1134型に搭載される予定であったが、開発難航にともなって引き渡しは何度も延期され、結局1973年までずれこむことになった。これは当初、艦橋構造物両脇に配置されたKT-100型4連装発射筒と、これに収容される85R型ミサイルから構成されていた。後に、射程を延伸し、対水上艦用にも使えるようになった85RUミサイルを運用するURPK-5「ラストゥルーブB」対潜ミサイルシステムに置き換えられた。
85R型ミサイルは、アメリカ海軍のRUR-5「アスロック」と同様、ロケットによって対潜魚雷（533mm径のAT-2U/-2UM）を遠方へ投射するものであり、飛翔経路上では他の砲・SAM用射撃指揮レーダーによって追尾されるという点でも同様であった。本級ではM-11 SAMシステム用の4R60「グロム」が、アスロックの場合、例えば海上自衛隊のたかつき型護衛艦ではMk.56 砲射撃指揮装置が用いられていた。ただしアスロックの最大射程11kmに対して、85Rで55kmと、はるかに長射程であった。また1980年代中盤には、400mm径とより小型のUMGT/UMGT-1短魚雷を弾頭とすることで、最大射程90kmとさらに延伸するとともに、対水上攻撃能力を付与した85RU型ミサイルも実用化された。なお、特に85R型ミサイルは故障や事故が頻発し、危険であったとされている。

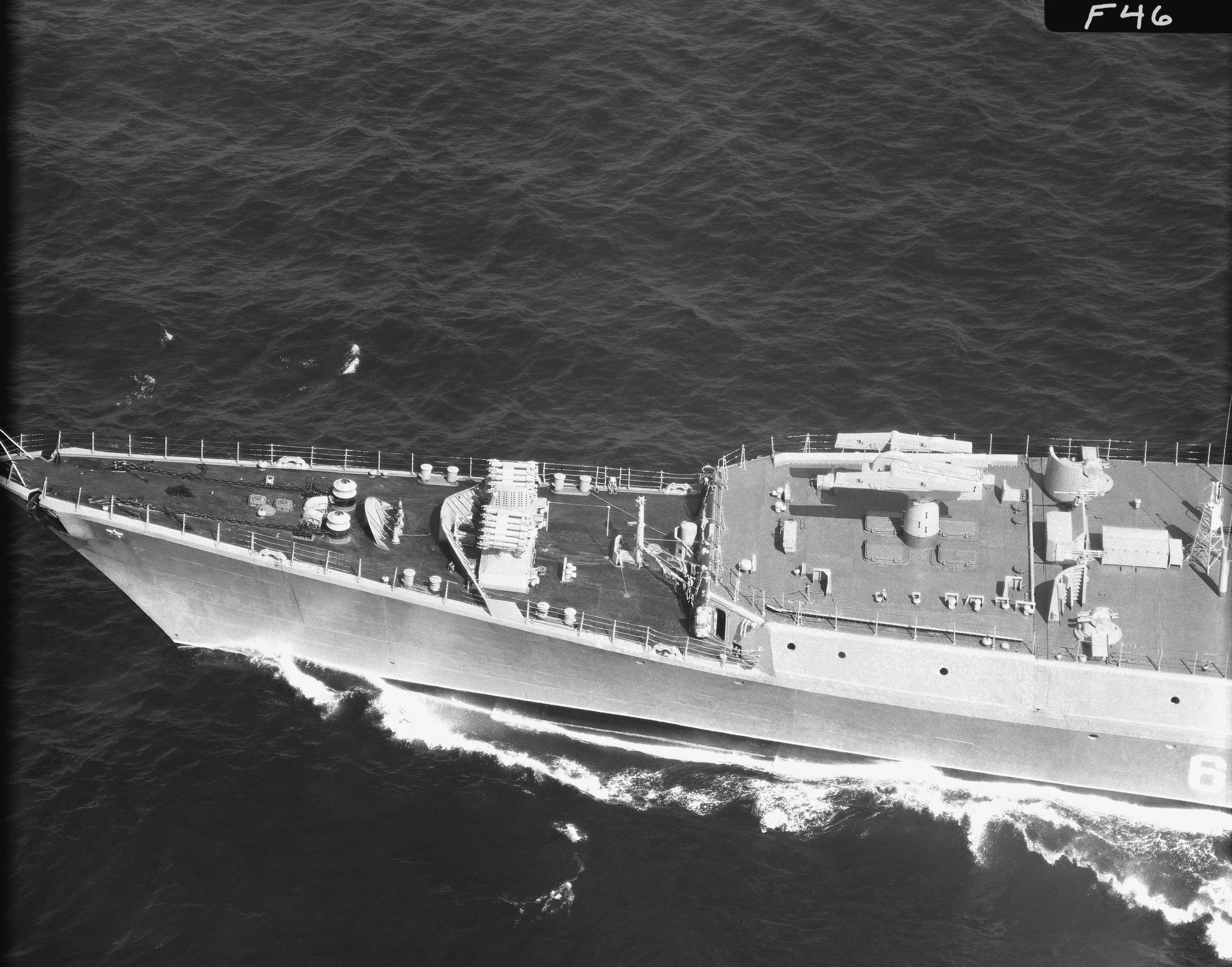
艦首の対空ミサイルと対潜ロケット発射機。

また、やはり1134型で間に合わなかった新型兵装として、M-11「シュトルム」艦対空ミサイル・システム（NATO名: SA-N-3「ゴブレット」）も搭載された。これは当初、1126型防空艦向けとして計画されたものの、同型の計画中止に伴い、1123型対潜巡洋艦（モスクワ級）に搭載されて装備化されたものである。本型では、それぞれ24発のミサイルを収容するB-187A 連装ミサイル発射機が2基、艦の前後の上部構造物上に設置された。またミサイル射撃指揮装置（GMFCS）としては4R60「グロム」（NATO名「ヘッドライト」）が2基搭載された。本型の場合、このGMFCSの優秀性もあって、対潜艦よりは防空艦としての評価のほうが高かったともされている。なお高角砲としては1134型と同じくAK-725 57mm連装砲が搭載されたものの、やはり故障が多く、戦闘価値は極めて低いものであった。これを補完して搭載されたAK-630M 30mm機銃は高く評価されているものの、GFCSとの統合に問題があり、CIWSとしての性能は高くなかった。

## 同型艦
本型はいずれも、1134型と同様にレニングラードの第190造船所で建造されている。
| #     | 艦名                                                                       | 起工            | 進水            | 竣工            | 配属                        | 除籍           | その後                                     |
| ----- | -------------------------------------------------------------------------- | --------------- | --------------- | --------------- | --------------------------- | -------------- | ------------------------------------------ |
| S-721 | クロンシュタット «Кронштадт»                                               | 1966年 11月30日 | 1968年 2月10日  | 1969年 12月29日 | 北方艦隊                    | 1991年 6月24日 | インドへスクラップとして売却・解体         |
| S-722 | アドミラール・イサコーフ «Адмирал Исаков»                                  | 1968年 1月15日  | 1968年 11月22日 | 1970年 12月28日 | 北方艦隊                    | 1993年 6月30日 | インドへスクラップとして売却、曳航中に沈没 |
| S-723 | アドミラール・ナヒーモフ «Адмирал Нахимов»                                 | 1968年 1月15日  | 1969年 4月15日  | 1971年 11月29日 | 北方艦隊                    | 1991年 1月31日 | インドにスクラップとして売却・解体         |
| S-724 | アドミラール・マカーロフ «Адмирал Макаров»                                 | 1969年 2月23日  | 1970年 11月22日 | 1972年 10月25日 | 北方艦隊                    | 1992年 7月3日  | インドにスクラップとして売却・解体         |
| S-725 | マールシャル・ヴォロシーロフ «Маршал Ворошилов» のちにハバーロフスクに改名 | 1970年 3月20日  | 1970年 10月8日  | 1973年 9月15日  | 北方艦隊 → 太平洋艦隊       | 1992年 7月3日  | インドにスクラップとして売却・解体         |
| S-726 | アドミラール・オクチャーブリスキイ «Адмирал Октябрьский»                   | 1969年 6月2日   | 1971年 5月21日  | 1973年 12月28日 | 太平洋艦隊                  | 1993年 6月30日 | インドにスクラップとして売却・解体         |
| S-727 | アドミラール・イサチェンコフ «Адмирал Исаченков»                           | 1970年 10月30日 | 1972年 3月28日  | 1974年 11月5日  | 北方艦隊                    | 1992年 7月3日  | インドにスクラップとして売却・解体         |
| S-728 | マールシャル・チモシェンコ «Маршал Тимошенко»                              | 1972年 11月2日  | 1973年 10月21日 | 1975年 11月25日 | 北方艦隊                    | 1992年 7月3日  | インドにスクラップとして売却・解体         |
| S-729 | ヴァシーリイ・チャパーエフ «Василий Чапаев»                                | 1973年 11月22日 | 1974年 11月28日 | 1976年 11月30日 | バルチック艦隊 → 太平洋艦隊 | 1993年 6月30日 | インドにスクラップとして売却・解体         |
| S-730 | アドミラール・ユマーシェフ «Адмирал Юмашев»                                | 1975年 4月17日  | 1977年 9月30日  | 1977年 12月30日 | 北方艦隊                    | 1992年 7月13日 | インドにスクラップとして売却・解体         |